# Ubangi-Shari
Ubangi-Shari (fransk Oubangui-Chari) var et fransk territorium i Centralafrika, der senere blev til kernen i den uafhængige stat Den Centralafrikanske Republik (CAR). Franskmændene etablerede en udpost i CARs nuværende hovedstad Bangui i 1889 for at bekæmpe den arabiske slavehandel i regionen. Området blev i 1894 navngivet efter dets to største floder Ubangi og Shari.
I 1903 besejrede franske tropper en egyptisk hær under Abbas 2., der gjorde krav på området. Efter sejren etablerede Frankrig en militær koloniadministration.
Ubangi-Shari territoriet blev indlemmet i nabokolonien Tchad i 1906. Ved oprettelsen af føderationen Fransk Ækvatorialafrika i 1910 blev området omdøbt til Ubangi-Shari-Tchad, der i 1915 overgik fra militær administration til at blive en civil koloni. Tchad og Ubangi-Shari blev adskilt igen i 1920.
Efter opløsningen af føderationen blev området uafhængigt som en del af Den Centralafrikanske Republik den 13. august 1960.
7°N 20°Ø / 7°N 20°Ø